# Ghiacciaio Giaever
Il ghiacciaio Giaever è un ghiacciaio situato sulla costa della Principessa Ragnhild, nella Terra della Regina Maud, in Antartide. Il ghiacciaio, il cui punto più alto si trova a circa 2.150 m s.l.m., si trova in particolare nelle monti Belgica, e fluisce verso nord-ovest scorrendo tra il monte Kerckhove de Denterghem e il monte Lahaye.

## Storia
Il ghiacciaio Giaever è stato scoperto una spedizione belga in Antartide svoltasi nel 1957-58 e comandata da Gaston de Gerlache, il quale lo battezzò così in onore dell'esploratore norvegese John Schjelderup Giæver, consulente della spedizione nonché comandante della spedizione norvegese-britannico-svedese di ricerca antartica svoltasi nel 1949-52.